# David Steel
David Martin Scott Steel, Barón Steel de Aikwood (Kirkcaldy, 31 de marzo de 1938) es un político escocés retirado. Elegido miembro del Parlamento por Roxburgh, Selkirk y Peebles, seguido de Tweeddale, Ettrick y Lauderdale, sirvió como último líder del Partido Liberal de 1976 a 1988. Su mandato abarcó la duración de la alianza con el Partido Social Demócrata, que comenzó en 1981 y concluyó con la formación de los Liberal Demócratas en 1988.
Steel sirvió como miembro del Parlamento del Reino Unido durante 32 años, de 1965 a 1997, y como miembro del Parlamento Escocés de 1999 a 2003, período durante el cual fue presidente del mismo. Fue miembro de la Cámara de los Lores como par vitalicio desde 1997 hasta 2020. Steel renunció a la Cámara de los Lores después de que una investigación independiente lo acusara de «abdicación de responsabilidad» por no investigar las acusaciones de abuso sexual infantil contra el exmiembro del Parlamento liberal Sir Cyril Smith.

## Primeros años de vida y educación
Nació en Kirkcaldy, Fife, hijo de un ministro de la Iglesia de Escocia también llamado David Steel, quien más tarde serviría como Moderador de la Asamblea General de la Iglesia de Escocia. Se crio en Escocia y Kenia, y estudió en la Academia Dumbarton, la James Gillespie's Boys' School de Edimburgo, la Prince of Wales School de Nairobi y elGeorge Watson's College de Edimburgo, seguido por la Universidad de Edimburgo, donde tomó parte activa por primera vez en la política liberal y fue elegido presidente principal del Consejo de Representantes de Estudiantes, y se graduó en Derecho.

## Carrera política
Después de la universidad, trabajó para el Partido Liberal Escocés y luego para la BBC, antes de ser elegido para la Cámara de los Comunes como diputado por Roxburgh, Selkirk y Peebles en las elecciones parciales de 1965, justo antes de cumplir 27 años, convirtiéndose en el «Bebé de la Cámara». Representó este escaño hasta 1983, cuando fue elegido en Tweeddale, Ettrick y Lauderdale, un nuevo distrito electoral que abarcaba gran parte del mismo territorio. Fue presidente de la campaña delMovimiento Antiapartheid británico de 1966 a 1970.
Como diputado, Steel fue responsable de presentar, como proyecto de ley de iniciativa parlamentaria, la Ley del Aborto de 1967, y ha abogado por una mayor liberalización de esta legislación en los últimos años (véase Aborto en el Reino Unido). También se convirtió en portavoz del Partido Liberal en materia de empleo y, en 1970, en su jefe de grupo parlamentario.

### Líder del Partido Liberal
En 1976, tras la caída de Jeremy Thorpe y un breve período en el que Jo Grimond actuó como líder interino, ganó el liderazgo liberal por un amplio margen sobre John Pardoe. Con sólo 38 años, fue uno de los líderes de partido más jóvenes en la historia británica. En marzo de 1977, condujo a los liberales al «pacto Lib-Lab». Los liberales acordaron apoyar al gobierno laborista, cuya estrecha mayoría desde las elecciones generales de octubre de 1974 se había ido erosionando gradualmente y los dejó como un gobierno minoritario en el poder, a cambio de un grado de consulta previa sobre políticas. Este pacto duró hasta agosto de 1978.
Steel fue criticado, tanto entonces como desde entonces, por no negociar más duramente en beneficio de los liberales. Sin embargo, los defensores de Steel sostienen que el continuo escándalo que rodeó a Thorpe dejó al partido en un estado muy débil para enfrentar una elección general anticipada, y Steel hizo bien en comprarse algo de tiempo del primer ministro James Callaghan . Al mismo tiempo, la creciente impopularidad del gobierno laborista afectó el desempeño de los liberales, y la primera elección de Steel como líder, la elección general de 1979, vio una pérdida neta de dos escaños para los liberales.

### Alianza SDP-Liberal
En 1981, un grupo de laboristas moderados abandonó su partido para formar el Partido Social Demócrata. A ellos se unió el exvicelíder laborista, canciller y ministro del Interior, Roy Jenkins, quien previamente había mantenido conversaciones con Steel sobre unirse a los liberales. Bajo el liderazgo de Jenkins, el SDP se unió a los liberales en la Alianza SDP-Liberal. En sus inicios, la Alianza mostró tanta promesa que por un tiempo pareció que los liberales formarían parte de un gobierno por primera vez desde 1945. Las encuestas de opinión mostraban que el apoyo a la Alianza llegaba hasta el 50% a finales de 1981. Steel estaba tan confiado que se sintió capaz de decir a los delegados en la Asamblea Liberal ese año: «Regresen a sus distritos electorales y prepárense para gobernar». A raíz de las elecciones parciales de Croydon North West de 1981, donde el candidato liberal Bill Pitt pasó de la tercera posición a obtener fácilmente la primera victoria de la Alianza en elecciones parciales, la reacción de Steel al resultado fue afirmar que su creencia «de que ahora somos imparables».
En ese momento, Steel tenía esperanzas genuinas de que la Alianza ganaría las siguientes elecciones generales y formaría un gobierno de coalición. Sin embargo, el comienzo de la Guerra de las Malvinas en la primavera siguiente cambió radicalmente la actitud del electorado y los conservadores recuperaron el liderazgo en las encuestas frente a la Alianza por un amplio margen. La Alianza obtuvo más del 25% de los votos en las elecciones generales de 1983, casi tantos votos como el Partido Laborista. Sin embargo, su apoyo se distribuyó por todo el país y no se concentró en suficientes áreas como para traducirse en escaños bajo el sistema de escrutinio mayoritario uninominal. Esto dejó a la Alianza con sólo 23 escaños: 17 para los liberales y seis para el SDP. Los sueños de Steel de lograr un gran avance político quedaron incumplidos.
Poco después, el exministro de Asuntos Exteriores del Partido Laborista, David Owen, reemplazó a Jenkins como líder del SDP y asumió el conflictivo liderazgo de los «Dos David». Nunca fue una relación fácil: las simpatías políticas de Steel estaban muy a la izquierda de las de Owen. Owen tenía una marcada antipatía hacia los liberales, aunque respetaba la lealtad previa de Steel a su propio partido, contrastándola con la falta de interés de Jenkins en preservar la independencia del SDP. La relación también fue satirizada sin piedad por el programa de televisión Spitting Image, que retrató a Steel como un enano de voz chillona, literalmente en el bolsillo de Owen. Steel ha declarado a menudo que siente que esta representación dañó gravemente su imagen. Esta representación de Steel como más débil que Owen también estaba presente en otras sátiras, como la tira Battle for Britain de Private Eye. La relación finalmente se rompió durante las elecciones generales de 1987, cuando ambos se contradijeron, tanto en política de defensa como en relación con qué partido harían un trato en caso de un parlamento sin mayoría.

### Dos partidos se fusionan

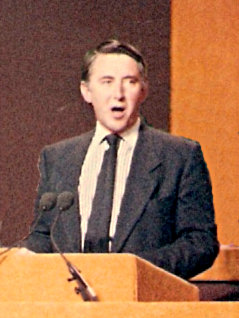
Steel se dirige a la asamblea del Partido Liberal en Harrogate sobre la fusión en 1987.

Steel estaba convencido de que la respuesta a estas dificultades era un partido único con un líder único y fue el principal defensor de la fusión en 1988 entre los liberales y el SDP. Salió victorioso al persuadir a ambos partidos para que aceptaran la fusión a pesar de la oposición de Owen y de liberales radicales como Michael Meadowcroft, pero tuvo un revés en la emisión de un documento de política conjunta. Steel había sido criticado a menudo por su falta de interés en la política, y parecía que había aceptado el documento (redactado por asesores políticamente ingenuos del SDP) sin leerlo. Sus colegas lo rechazaron inmediatamente y exigieron una nueva redacción, hiriendo fatalmente su autoridad.
Steel fue durante un breve período líder interino conjunto de los Demócratas Sociales y Liberales (como se llamó inicialmente el nuevo partido) durante el período previo a las elecciones en las que no se presentó, antes de convertirse en el portavoz de asuntos exteriores del partido. En 1989, aceptó una invitación de los liberales italianos para presentarse como candidato al Parlamento Europeo en las elecciones de 1989 como un gesto paneuropeo, pero no fue elegido.
Steel se convirtió en presidente de la Internacional Liberal en 1994, cargo que ocupó hasta 1996.

### Par vitalicio y Parlamento Escocés
Steel se retiró de la Cámara de los Comunes en las elecciones generales de 1997 y fue nombrado par vitalicio como barón Steel de Aikwood, de Ettrick Forest en las fronteras escocesas, el 6 de junio de 1997.Hizo campaña a favor de la devolución de competencias a Escocia y en 1999 fue elegido miembro del Parlamento Escocés en representación del Partido Liberal Demócrata por Lothians. Se convirtió en el primer presidente del Parlamento Escocés el 12 de mayo de 1999.
En este papel utilizó el estilo «Sir David Steel», a pesar de su par vitalicio. Suspendió su militancia en el Partido Liberal Demócrata mientras durara su mandato como presidente, creyendo que el cargo, al igual que el de presidente de la Cámara de los Comunes del Reino Unido, debería ser estrictamente no partidista. Todos los presidentes posteriores han seguido esta práctica.
Steel renunció como miembro del parlamento cuando el Parlamento Escocés se disolvió para las elecciones de 2003, pero permaneció como presidente hasta que supervisó la elección de su sucesor, George Reid, el 7 de mayo de ese año. Fue nombrado Lord Alto Comisionado de la Asamblea General de la Iglesia de Escocia en 2003 y 2004.

### Escándalo de abuso sexual infantil de Cyril Smith
El 14 de marzo de 2019, Steel fue suspendido por el Partido Liberal Demócrata después de admitir que las conversaciones que había mantenido en 1979 con el entonces miembro del parlamento liberal por Rochdale Cyril Smith, en un momento en que Steel era líder del Partido Liberal, lo habían llevado a concluir que Smith había sido un abusador sexual de niños en la década de 1960 y que, sin embargo, Steel no logró instigar ninguna evaluación por parte del partido sobre si Smith era un riesgo continuo para los niños. Richard Scorer, que representa a las víctimas en la Investigación Independiente sobre Abuso Sexual Infantil, pidió que se le despojara de su par vitalicio. El 14 de mayo de 2019, los Liberal Demócratas dictaminaron que «no había motivos para actuar» contra Steel y lo reintegraron a su membresía en el partido.
El 25 de febrero de 2020, Steel anunció su renuncia al Partido Liberal Demócrata y posteriormente a su puesto como miembro de la Cámara de los Lores, después de admitir que durante su liderazgo del Partido Liberal «asumió» que Smith había sido un abusador de menores y no investigó las acusaciones hechas por Private Eye contra Smith, que datan de antes de que Smith fuera miembro del partido. Esto ocurrió después de que la Investigación Independiente sobre Abuso Sexual Infantil acusara a Steel de «abdicación de responsabilidad» por las acusaciones contra Smith. Se retiró oficialmente de la Cámara de los Lores el 27 de marzo de 2020.

## Premios y honores

Puesto de Steel en la Capilla del Cardo, Catedral de Edimburgo. Sus brazos de armas se pueden ver a la derecha, con la cimera de un jaguar saltando.

Fue nombrado Caballero Comendador de la Orden del Imperio Británico (CBE) en los Honores de Año Nuevo de 1990 por su servicio político y público. El 30 de noviembre de 2004, la reina Isabel II nombró a Lord Steel Caballero de la Orden del Cardo, el más alto honor en Escocia.
También ha recibido numerosos honores extranjeros, entre ellos: Cruz de Comendador de la Orden del Mérito (Alemania) en 1992; Caballero de la Legión de Honor (Francia) en 2003; y Caballero Honorario de la Orden de San Jorge (Habsburgo-Lorena) en 2016.
Steel ha recibido numerosos doctorados honorarios de muchas universidades, entre ellas la Universidad Heriot-Watt, Edimburgo, Aberdeen y Stirling.

## Vida personal y familiar
Se casó con su compañera de licenciatura en derecho Judith Mary MacGregor en octubre de 1962. Residieron en la Torre Aikwood en las fronteras de Escocia durante veinte años, pero ahora viven en Selkirk. Tienen dos hijos y una hija y nueve nietos. En 1995, su hijo mayor, Graeme, fue condenado por cultivar cannabis en su casa y enviado a prisión durante nueve meses. Una de sus nietas, Hannah, fue elegida para el Consejo de Scottish Borders (en representación del barrio de Galashiels y Distrito) en las elecciones locales escocesas de 2022.
Sus pasatiempos son la pesca y los rallies de coches clásicos: ganó la medalla de bronce en 1998 en la prueba de Londres a Ciudad del Cabo. Es miembro de los clubes National Liberal y Royal Over-Seas League.
Steel apareció en su propio episodio de la serie documental de Channel 4 Empire's Children (2007), que exploró sus antecedentes familiares, particularmente el intento de su padre de salvar al pueblo africano de los campos de internamiento británicos durante la rebelión Mau Mau.